# Cârlig (obiect)

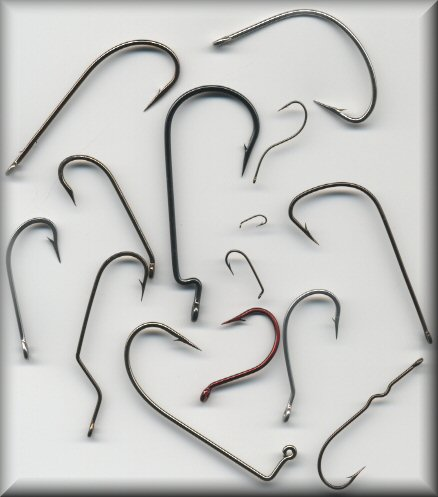
Cârlige de pescuit

Un cârlig este un instrument constând dintr-o lungime de material, în mod obișnuit din metal, care conține o porțiune care este curbată sau îndoită, astfel încât poate fi utilizată pentru a se apuca, a se conecta sau a se atașa altfel pe alt obiect. Într-o serie de utilizări, un capăt al cârligului este îndreptat, astfel încât acest capăt poate străpunge un alt material, care este apoi ținut de porțiunea curbată sau indentată.